# Sarcelles
Sarcelles egy község Franciaországban. Lakosainak száma 58 576 fő (2022. január 1.).

## Földrajza
Sarcelles Écouen, Villiers-le-Bel, Stains, Arnouville-lès-Gonesse, Garges-lès-Gonesse, Groslay, Montmagny, Saint-Brice-sous-Forêt és Saint-Denis községekkel határos.

## Testvértelepülések
- Netánja
- Hattersheim am Main